# Ki mit tud? (1963)
A Ki mit tud? Magyar Televízió kulturális tehetségkutató műsorának második kiadása, amelyet 1962. október 20 és 1963. július 7 között rendeztek meg.
A műsorvezető Megyeri Károly volt. A döntőbeli állandó zsűritagok Szabó Béla (a zsűri elnöke és a KISZ Intézőbizottságának tagja) valamint Kamarás Rezső (a Népművelési Intézet képviselője) voltak. A többi döntőbeli zsűritag az egyes kategóriáktól függően váltogatta egymást: például a táncdal és tánczenekar kategóriában Kertész Kornél-Turán László-Petrovics Emil hármas, az egyéb kategória esetén a Fehér István-Tabi László-Tápai Antal vagy a néptánc kategóriában Rábai Miklós koreográfus és Lakatos Gabriella táncművész voltak azok, akik bíráskodtak .
Ezen a Ki mi tud?-on szerepelt Petrovics Emil először a zsűriben, aki a Ki mit tud? összes kiadásának döntőit tekintve a legtöbbször szerepelt zsűritag volt.
A győztesek között olyan későbbi ismert előadók szerepeltek, mint például Sztevanovity Zorán előadóművész, Keveházi Gyöngyi zongoraművész, Szegedi Molnár Géza parodista és a Kék Csillag együttes. Itt szerepelt Fábián Márta cimbalmos, az Expressz együttes (ekkor még XIII. kerületi KISZ Bizottság tánczenekara néven) valamint Csengery Adrienne és Zsadon Andrea operaénekesek (a Szilágyi Erzsébet Gimnázium kamaratriójának tagjaiként).

## Az évad áttekintése
A második alkalommal indított Ki mit tud?-ra országos szinten több mint 13 ezren jelentkeztek.
A kategóriagyőztesek nyereménye három hetes Szovjetunióbeli körutazás volt, melynek főbb állomásai Moszkva, Jereván, Tibiliszi, Szocsi és Kijev voltak. Ezt az utazást a zsűri különdíjasa is megkapta. A döntő végén bejelentették, hogy a Rádió- és Televízió elnöksége és a KISZ Központi Bizottsága – tekintettel a Ki mit tud? döntő színvonalára – további három döntős számára bíztosítják a Szovjetunióbeli utazást (ennek eldöntése szintén a  zsűrire volt bízva).
A többi döntős között különböző tárgynyereményeket és kisebb utazásokat osztottak szét. Ezen utazások között három versenyző öt napos csehszlovákiai útra, két versenyző egy-egy hetes balatonfüredi üdülésre, egy versenyző pedig kétnapos országjáró társas utazásra kapott utalványt.

### Selejtezők áttekintése
A kamerák elé a 13 selejtezős adás alatt 203 műsorszám került összesen 628 részvevővel. Ez volt az első és egyetlen alkalom, hogy az elődöntőket megelőző fordulókat is közvetítették.

### Elődöntők áttekintése
106 produkció jutott be az elődöntőkbe. A korábbiaktól eltérően az elődöntőket bár közönség jelenlétében, de televíziós közvetítés nélkül rendezték meg 1963. május 20-24. között a budapesti Bolgár Kultúrotthonban. Ez volt az első és egyetlen alkalom, hogy az elődöntőket televízióban nem közvetítették.

### Középdöntők áttekintése
Középdöntős szakasztól már ismét volt televíziós közvetítés.

#### 2. középdöntő (június 9.)
| Versenyzők                                              | Kategória         | Eredmény     |
| ------------------------------------------------------- | ----------------- | ------------ |
| Bartók Béla Művelődési Ház együttese (Dunaújváros)      | Tánc              | Kiesett      |
| Zachár Erzsébet (balett)                                | Tánc              | Kiesett      |
| Garzó Tibor és Szebellédi István (sztepp)               | Tánc              | Továbbjutott |
| Sándor Gyula                                            | Szavalók          | Kiesett      |
| Mlinarik József                                         | Szavalók          | Továbbjutott |
| Erdélyi György                                          | Szavalók          | Továbbjutott |
| Forgács Ildikó                                          | Szavalók          | Kiesett      |
| Paróczay Katalin                                        | Szavalók          | Kiesett      |
| Hódi Jenő                                               | Dal, ária, népdal | Kiesett      |
| Supala Kolos                                            | Dal, ária, népdal | Továbbjutott |
| Takács Klára                                            | Dal, ária, népdal | Kiesett      |
| Takler Ibolya                                           | Dal, ária, népdal | Továbbjutott |
| Miskolci Nehézipari Műszaki Egyetem dixieland-együttese | Tánczene          | Kiesett      |
| Jármű-felszerelések Gyára tánczenekara (Budapest)       | Tánczene          | Továbbjutott |
| Műszaki Egyetem dixieland-együttese                     | Tánczene          | Kiesett      |
| Kék Csillag                                             | Tánczene          | Továbbjutott |

#### 3. középdöntő (június 15.)
| Versenyzők               | Kategória            | Eredmény     |
| ------------------------ | -------------------- | ------------ |
| Simon Lajos              | Bűvészek             | Kiesett      |
| "Phoenix" bűvészkettős   | Bűvészek             | Kiesett      |
| Parragi Zsuzsa           | Bűvészek             | Továbbjutott |
| Grósz Lajos              | Bűvészek             | Kiesett      |
| Lázár Kálmán (harmonika) | Hangszeres szólisták | Kiesett      |
| Fábián Márta (cimbalom)  | Hangszeres szólisták | Továbbjutott |
| Zádor Ferenc (klarinét)  | Hangszeres szólisták | Kiesett      |
| Váradi Katalin (zongora) | Hangszeres szólisták | Kiesett      |
| Pintér Pál és társai     | Akrobaták            | Kiesett      |
| Csiza József (erőművész) | Akrobaták            | Kiesett      |
| Szabó László (jógi)      | Akrobaták            | Továbbjutott |
| Kuba Tibor és társai     | Akrobaták            | Továbbjutott |
| Sutina Zsuzsanna         | Táncdalénekesek      | Kiesett      |
| Csala–Szolnoki duó       | Táncdalénekesek      | Kiesett      |
| Fackelmann László        | Táncdalénekesek      | Továbbjutott |
| Tóta–Kovács duó          | Táncdalénekesek      | Továbbjutott |

#### 4. középdöntő (június 22.)
| Versenyzők                                               | Kategória                  | Eredmény     |
| -------------------------------------------------------- | -------------------------- | ------------ |
| Keveházi Gyöngyi (zongora)                               | Hangszeres szólisták       | Továbbjutott |
| Mosóczi Miklós (gitár)                                   | Hangszeres szólisták       | Kiesett      |
| Kállai Gábor (cimbalom)                                  | Hangszeres szólisták       | Kiesett      |
| Gyurkó Meta és Adriányi Pál (ütőhangszer)                | Hangszeres szólisták       | Kiesett      |
| Hidas–Varga tánckettős                                   | Népi táncosok              | Kiesett      |
| Orvostudományi Egyetem táncegyüttese (Szeged)            | Népi táncosok              | Továbbjutott |
| Agrártudományi Egyetem táncegyüttese (Gödöllő)           | Népi táncosok              | Kiesett      |
| Belügyminiszérium Somogy megyei táncegyüttese (Kaposvár) | Népi táncosok              | Továbbjutott |
| Univerzális brigád                                       | Parodisták és egyéb        | Kiesett      |
| Tóth Károly                                              | Parodisták és egyéb        | Továbbjutott |
| Zbiskó László                                            | Parodisták és egyéb        | Kiesett      |
| Szegedi Molnár Géza (parodista)                          | Parodisták és egyéb        | Továbbjutott |
| Jarosiewitz Margit                                       | Táncdal- és sanzonénekesek | Kiesett      |
| Dell’Amico Romeo                                         | Táncdal- és sanzonénekesek | Kiesett      |
| Cseke–Laczkó duó                                         | Táncdal- és sanzonénekesek | Továbbjutott |
| Sztevanovity Zorán                                       | Táncdal- és sanzonénekesek | Továbbjutott |

### Döntő (július 7.)
Győztes |       Különdíjas |       További három zsűri díjazott
| #  | Versenyzők                                               | Kategória     | Végeredmény |
| -- | -------------------------------------------------------- | ------------- | ----------- |
| 1  | Tóta-Kovács duó                                          | Táncdal       | Döntős      |
| 2  | Fackelmann László                                        | Táncdal       | Döntős      |
| 3  | Cseke – Laczkó duó                                       | Táncdal       | Döntős      |
| 4  | Sztevanovity Zorán                                       | Táncdal       | Győztes     |
| 5  | Szép Miklósné                                            | Szavalás      | Döntős      |
| 6  | Szűcs János                                              | Szavalás      | Győztes     |
| 7  | Erdélyi György                                           | Szavalás      | Döntős      |
| 8  | Mlinarik József                                          | Szavalás      | Győztes     |
| 9  | Fábián Márta (cimbalom)                                  | Szólóhangszer | Döntős      |
| 10 | Keveházi Gyöngyi (zongora)                               | Szólóhangszer | Győztes     |
| 11 | Balassi Táncegyüttes (Békéscsaba)                        | Néptánc       | Győztes     |
| 12 | Gödöllői Agrártudományi Egyetem táncegyüttese            | Néptánc       | Döntős      |
| 13 | Belügyminiszérium Somogy megyei táncegyüttese (Kaposvár) | Néptánc       | Döntős      |
| 14 | Supala Kolos                                             | Ének          | Győztes     |
| 15 | Takler Ibolya                                            | Ének          | Döntős      |
| 16 | Simon Klára                                              | Ének          | Döntős      |
| 17 | Szilágyi Erzsébet Gimnázium kamaratriója (Budapest)      | Ének          | Különdíjas  |
| 18 | Parragi Zsuzsa (bűvész)                                  | Egyéb         | Döntős      |
| 19 | Szegedi Molnár Géza (parodista)                          | Egyéb         | Győztes     |
| 20 | Tóth Károly (parodista)                                  | Egyéb         | Döntős      |
| 21 | Kuba Tibor és társai (akrobaták)                         | Egyéb #2      | Győztes     |
| 22 | Garzó Tibor és Szebellédi István (sztepptánc)            | Egyéb #2      | Döntős      |
| 23 | Szabó László (jógi)                                      | Egyéb #2      | Döntős      |
| 24 | Járműfelszerelések Gyára tánczenekara                    | Tánczenekar   | Döntős      |
| 25 | Kék Csillag                                              | Tánczenekar   | Győztes     |
| 26 | Turmix                                                   | Tánczenekar   | Döntős      |
| 27 | XIII. kerületi KISZ Bizottság tánczenekara               | Tánczenekar   | Döntős      |

## Érdekességek
- A Szilágyi Erzsébet Gimnázium kamaratrió tagjai: Csengery Adrienne, Várbíró Judit, Zsadon Andrea
- A tévés fordulóba bejutott Koltai Róbert (versmondás/szavalás), későbbi színész és filmrendező.[11]
- A középdöntőig jutó szombathelyi Dell’Amico Romeo[8] 60 évvel később a The Voice tehetségkutató műsorban is elindult 2023-ban.[12] (A Ki mit tud?-on a negyedik középdöntőben szerepelt, ahol táncdal kategóriában Zorán és a Cseke–Laczkó lány duó jutott be a döntőbe.)